# Pierre Lewden
Marie Pierre Lewden (ur. 21 lutego 1901 w Libourne, zm. 30 kwietnia 1989 w Montberthault) – francuski lekkoatleta specjalizujący się w skoku wzwyż, trzykrotny uczestnik letnich igrzysk olimpijskich (Antwerpia 1920, Paryż 1924, Amsterdam 1928), brązowy medalista olimpijski z Paryża w skoku wzwyż.

## Sukcesy sportowe
- dwukrotny mistrz Wielkiej Brytanii w skoku wzwyż – 1922, 1923[2]
- pięciokrotny mistrz Francji w skoku wzwyż[3]

| Rok  | Miasto    | Zawody               | Konkurencja | Wynik         |
| ---- | --------- | -------------------- | ----------- | ------------- |
| 1920 | Antwerpia | Igrzyska olimpijskie | skok wzwyż  | 7. miejsce    |
| 1924 | Paryż     | Igrzyska olimpijskie | skok wzwyż  | brązowy medal |
| 1928 | Amsterdam | Igrzyska olimpijskie | skok wzwyż  | 7. miejsce    |

## Rekordy życiowe
- skok wzwyż – 1,95 – Sztokholm 30/08/1925[4]